# تیمچه

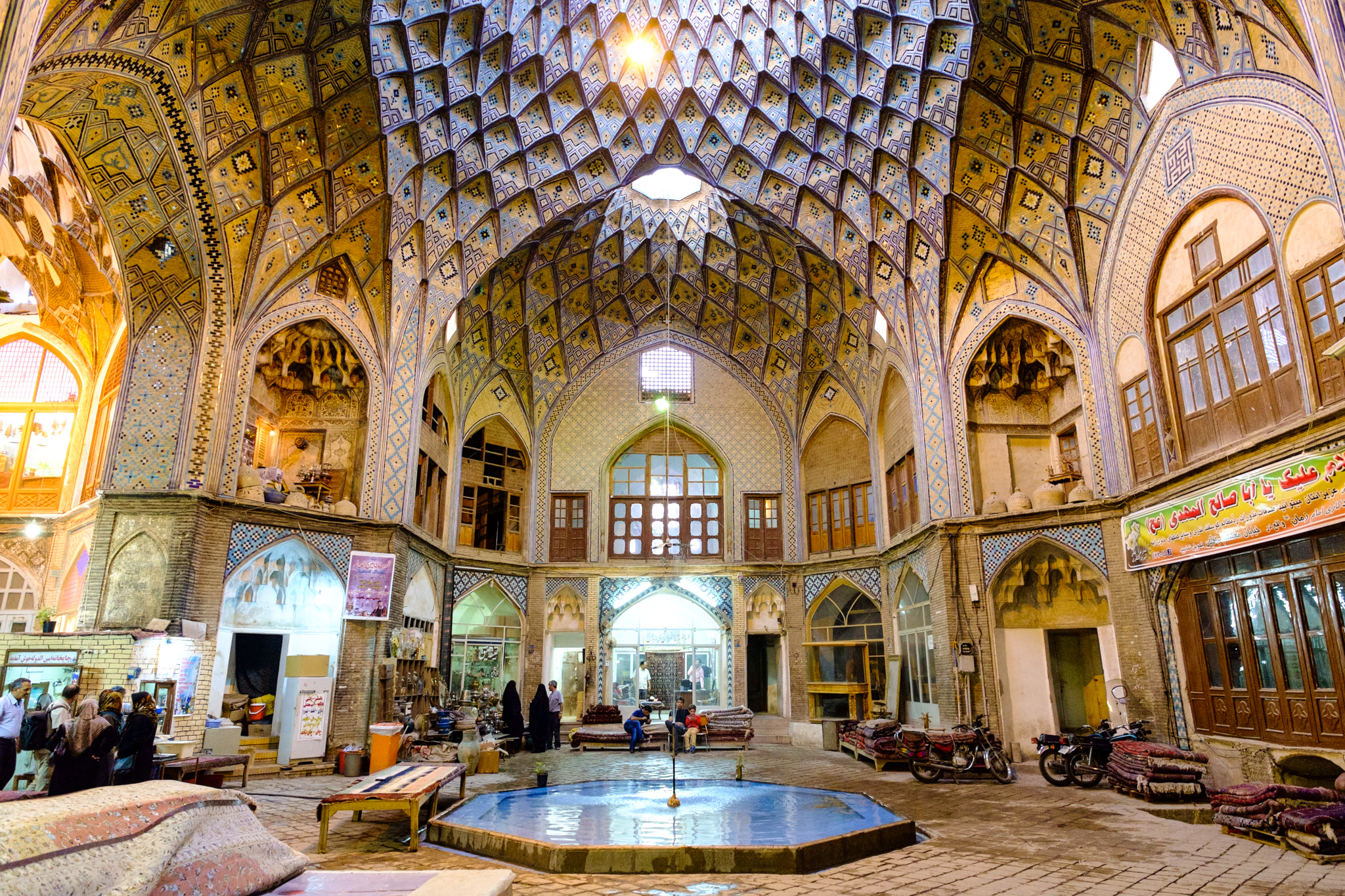
نمای درونی تیمچه امین‌الدوله

تیمچه به بخشی از بازارهای ایرانی گفته می‌شود که از نظر معماری شبیه راسته‌های اصلی بازار است اما در اندازه‌ای کوچکتر ساخته شده‌است. معمولاً یک انتهای تیمچه به راستهٔ اصلی بازار متصل است و انتهای دیگرش به یک کاروانسرا یا بارانداز می‌رسد. تیمچه‌ها معمولاً مسقف هستند و حوضی در وسط دارند که دورش حجره‌هایی در دو یا سه طبقه واقع شده که هر حجره به یک تاجر متعلق است. تیمچه‌ها کارکردی شبیه یک بازار کوچک دارند که در آن چند تجارتخانهٔ مشابه متمرکز شده‌اند.

## ریشهٔ نام
پیشوند «تیم» در تیمچه احتمالاً به معنای کاروانسراست و پسوند «چه» علامت تصغیر است. به بیان دیگر، واژهٔ تیمچه به معنای کاروانسرای کوچک است.

## معماری

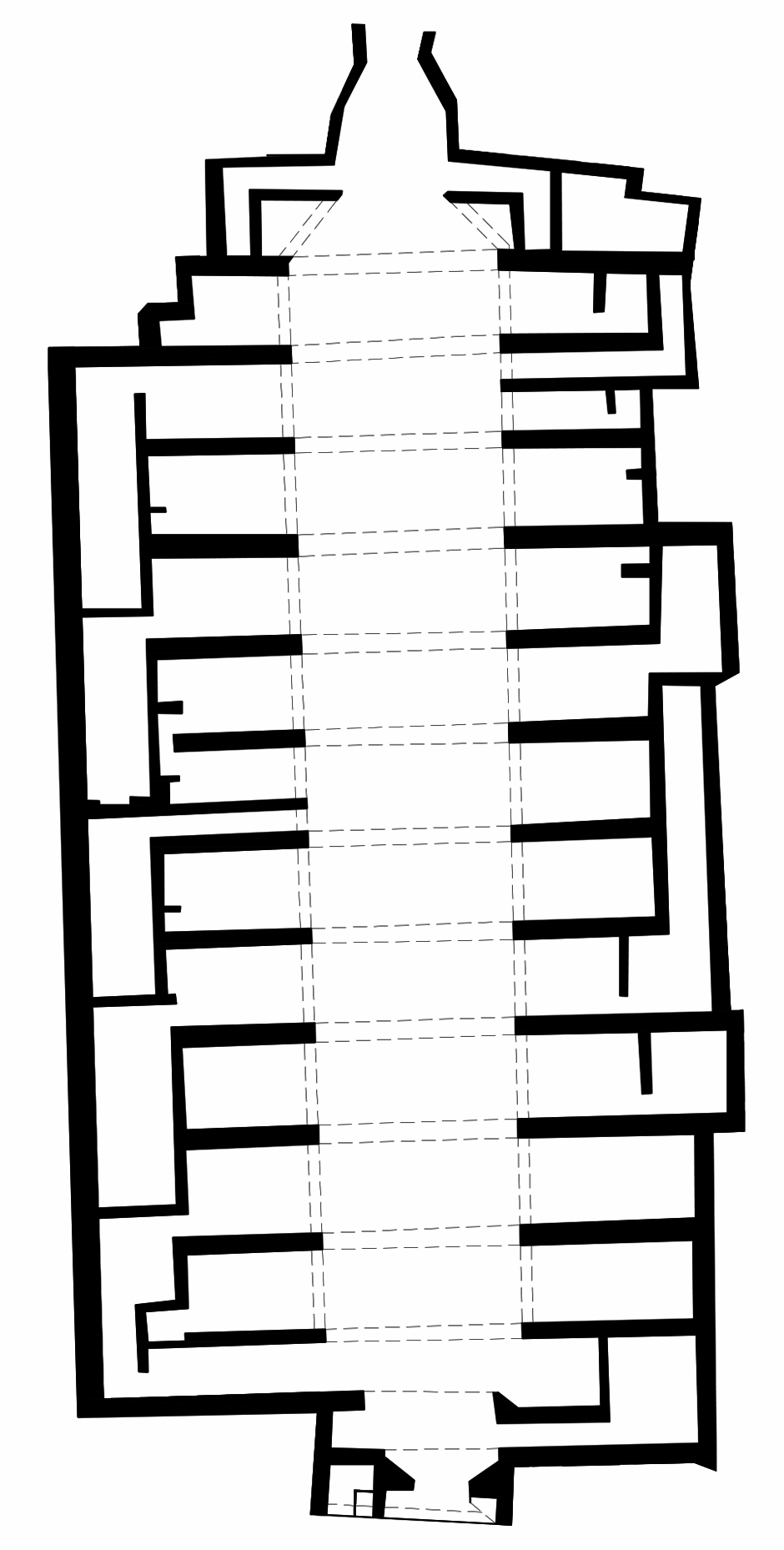
نقشهٔ تیمچهٔ مظفریه در تبریز

تیمچه‌ها از نظر معماری شبیه به راستهٔ اصلی بازار هستند اما در اندازه‌ای کوچکتر ساخته می‌شوند. اغلب تیمچه‌ها مسقف هستند؛ تیمچه‌های بدون طاق عموماً شکل تکامل‌یافتهٔ کاروانسراهای باقی‌مانده از دوران صفویه هستند و برخی‌شان نیز بعداً مسقف شده‌اند. سقف تیمچه‌ها معمولاً شامل گنبدی بزرگ و تزئیناتی از نوع کاشی‌کاری، گچ‌بری و درودگری است. یک انتهای تیمچه به راستهٔ اصلی بازار متصل است و انتهای دیگر معمولاً به یک کاروانسرا متصل می‌شود یا به یک بارانداز می‌رسد. معمولاً تیمچه‌ها یک حوض دارند که حجره‌هایی در دو یا سه طبقه در اطراف آن ساخته شده‌اند. شکل‌های مربع، مستطیل، دایره، بیضی، شش‌ضلعی و هشت‌ضلعی را می‌توان در معماری اجزای تیمچه تشخیص داد. مصالح ساخت تیمچه‌ها معمولاً آجر است.

## کاربرد
تیمچه مانند یک بازار کوچک است و معمولاً جایگاه تجار طراز اول و بنکداران بزرگ است. هر حجرهٔ تیمچه معمولاً به یک تاجر تعلق دارد و معمولاً با نام همان تاجر خوانده می‌شود (مثل حجرهٔ فلانی). تیمچه‌ها به محل تمرکز چند تجارتخانهٔ مشابه تبدیل می‌شوند.

## نمونه‌ها
از تیمچه‌های معروف می‌توان به تیمچهٔ مظفریه در تبریز، تیمچه حاجب‌الدوله در تهران و تیمچهٔ امین‌الدوله در کاشان اشاره کرد.